# Alonso de Bazán
Alonso de Bazán y Guzmán, hijo del almirante Álvaro de Bazán el Viejo, y hermano de Álvaro de Bazán, I marqués de Santa Cruz, fue al igual que su progenitor y su hermano mayor marino de guerra en el siglo XVI.
Fue comendador de Vallagas, Almoguera, Santa Cruz de Mudela y el Viso, en la Orden de Calatrava, cuatralbo de las Galeras de España. Estuvo casado con María de Orellana y murió sin sucesión.

## Hechos destacados como militar y marino
- En 1565, ayudó a a su padre en la Jornada del Río de Tetuán.
- En 1584, inspirado por los esfuerzos de su padre de aunar el poderío de la vela y del remo, construyó la galizabra, combinación de galera y zabra.[1]
- En 1588 tenía que formar parte de la segunda armada que reforzara a la gran armada en su invasión de Inglaterra. Tras el fracaso de ésta se trasladó a la infantería, que preparaba la defensa frente a un contraataque inglés a La Coruña y Lisboa.
- En 1589 tras el fracaso de la llamada contra-armada británica, al mando de Francis Drake, en La Coruña y Lisboa, Alonso de Bazán persigue con su armada a los ingleses consiguiendo hundir el buque del capitán Minshaw, que perece en la batalla.
- En 1590 traslada tercios de la península a suelo francés para reforzar la liga católica en la guerra de sucesión de Francia.
- Su mayor éxito militar tuvo lugar durante la Batalla de Flores, el 9 de septiembre de 1591 cuando, mandando una flota de cincuenta y cinco navíos, venció y puso en fuga otra flota inglesa de veintidós navíos mandada por el almirante inglés Thomas Howard, I conde de Suffolk, que se encontraba emboscada en la isla de Flores para atacar y capturar a la flota de indias.
- El año siguiente, sin embargo, no consiguió atrapar a una flota inglesa de Walter Raleigh que se hizo con una rica carraca portuguesa, la Madre de Deus, por lo que fue temporalmente desfavorecido en la corte.
- En 1594, en las Azores, vuelve a derrotar a una flota inglesa enviada para capturar a la flota de Indias. En esta ocasión la flota inglesa estaba mandada por el conde Cumberland.
- En 1597 toma parte en una nueva victoria frente a los ingleses, la Expedición Essex-Raleigh.